# Воєнний коледж армії США
Воєнний коледж армії США (англ. United States Army War College) — вищий військовий навчальний заклад сухопутних військ Сполучених Штатів Америки, що розташований на території історичного кампусу Карлайл-Барракс у містечку Карлайл у штаті Пенсільванія.

## Історія
Воєнний коледж армії США заснований військовим міністром Еліу Рутом та формально уведений до справи генеральним наказом № 155 від 27 листопада 1901 року. Першим місцем дислокації було обрано Форт Леслі Макнейр в окрузі Вашингтон.
Коледж здійснює навчання старшого офіцерського складу армії США, цивільного персоналу, офіцерів інших видів збройних сил країни, а також іноземних слухачів за програмою підготовки керівного складу для подальшого просування по службі в ранзі до генерал-лейтенанта включно.
Щорічна чисельність тих, що навчається, різниться в залежності від року випуску, і коливається в межах 800 слухачів; приблизно половина з них навчається на стаціонарній формі навчання протягом 10 місяців, решта — на дворічній заочній формі. Випускники, що успішно завершили програму навчання, здобувають освітньо-кваліфікаційний рівень магістра стратегічних наук.
Воєнний коледж армії США разом з Воєнними коледжами Повітряних сил та ВМС входять у трійку вищих навчальних закладів міністерства оборони США.